# 피콜로미니가

피콜로미니 가문의 문장

피콜로미니 가문(이탈리아어: Piccolomini)은 13세기 초부터 등장한 시에나 출신의 중요 귀족 가문이다.

## 역사
1220년, 엔젤베르토 두고 피콜로미니(Engelberto d'Ugo Piccolomini)가 신성 로마 황제 프리드리히 2세의 대한 충성의 보답으로 발 도르차에 있는 몬테르타리(Montertari) 영지를 받았다. 피콜로미니 가문은 시에나 시에 있는 저택과 탑과 시에나 공화국에 있는 성들과 몬토네, 카스틸리오네 영지를 얻었지만, 이후에 1321년 시에나에게 매각한다.
피콜리미니 가문은 중요한 무역 지대가 지나는 곳을 가지고 있어, 제노바, 베네치아, 아퀼레이아, 트리에스테 그리고 프랑스와 독일의 여러 도시들에 회계실을 설치했다. 구엘프 파를 지원했던 탓에 시에나에게 탄압받던 그들은 만프레디가 있을 당시 시에나를 떠나, 앙주 가문이 승리를 거둔 후에 돌아왔고, 콘라딘이 짧은 통치 기간에 한 차례 더 추방당하였으며, 앙주의 카를로 1세의 도움으로 다시 돌아왔다. 하지만 이렇게 정신없는 정치 활동을 겪은 후, 피콜로미니 가문은 피렌체로 넘어갔으나 상업적 영향력을 상실하여 버렸지만, 그럼에도 그들의 궁전, 성, 아말피 지역을 포함한 20개의 영지를 되찾았다.
다른 분가는 나폴리 왕국에서 큰 성공을 거둬, 왕국 "제7 가문" 중 하나가 되었다.

## 주요 가문 구성원
피콜로미니의 많은 가문 구성원들은 시에나와 그 이외 곳에서 성직자, 장군, 정치인들이 되었다.
그 중 두 명은 교황으로 선출되었다.:
- 에네아 실비오 피콜로미니 (교황명 비오 2세)
- 프란체스코 피콜로미니 (교황명 비오 3세):

- 조아키노 피콜로미니 (1258–1305) - 시복된 시에나인
- 아말피 공작 안토니오 피콜로미니 (d. 1493) - 교황 피우스 2세의 조카이자 교황 피우스 3세의 형제
- 아말피 공작 알폰소 피콜로미니 (d. 1499) - 아말피 공작 안토니오 피콜로미니의 아들이자 공작이며, 나폴리의 페르디난도 1세의 딸의 남편이다. 이들의 결혼 이야기는 존 웹스터의 희곡 《말피 공작 부인》으로 각색됐다.
- 알레산드로 피콜로미니 (1508–1579) - 천문학자, 작가
- 아스카니오 피콜로미니 1세 (d. 1597) - 시에나 대주교
- 프란체스코 피콜로미니 (예수회) (1582–1651) - 제8대 예수회 총장
- 아스카니오 피콜로미니 2세 (1590–1671) - 시에나 대주교이자 갈릴레오 갈릴레이의 후원자
- 오타비오 피콜로미니 (1599–1656) - 30년 전쟁 당시의 신성 로마 제국의 장군이고, 알브레히트 폰 발렌슈타인 암살에 중요한 기여를 했으며, 프리드리히 실러의 《발렌슈타인》에 중요한 역할이 이 인물을 배경으로 하였다.
- 첼리오 피콜로미니 (1609–81) - 카에사레아의 명의 사제(1656년)이며, 1664년에 사제가 되었다.
- 에네아 실비오 피콜로미니 (ca. 1640-1689) - 대튀르크 전쟁 당시 신성 로마 제국의 장군
- 마리에타 피콜로미니 (1834-1899) - 소프라노